# Собор Святой Анны (Ла-Покатьер)
Собор святой Анны (фр. Cathédrale Sainte-Anne) — католическая церковь, находящаяся в городе Ла-Покатьер, провинция Квебек, Канада. Церковь является Кафедральным собором епархии Сент-Анн-де-Ла-Покатьера.

## История
Строительство первого храма святой Анны было начато в апреле 1949 года и завершено 23 апреля 1950 года. После образования в 1951 году епархии Сент-Анн-де-Ла-Покатьера храм стал кафедральным собором этой епархии. До 1970 года в этом храме регулярно проходили богослужения.
Строительство настоящей церкви святой Анны было начато 26 июля 1969 года. 26 июля 1970 года состоялось освящение нового собора. Отделка внутреннего интерьера завершилась в последующие годы.
17 мая 1970 года были освящены три колокола. В 1974 году приход приобрёл орган.